# تأجير الطائرات

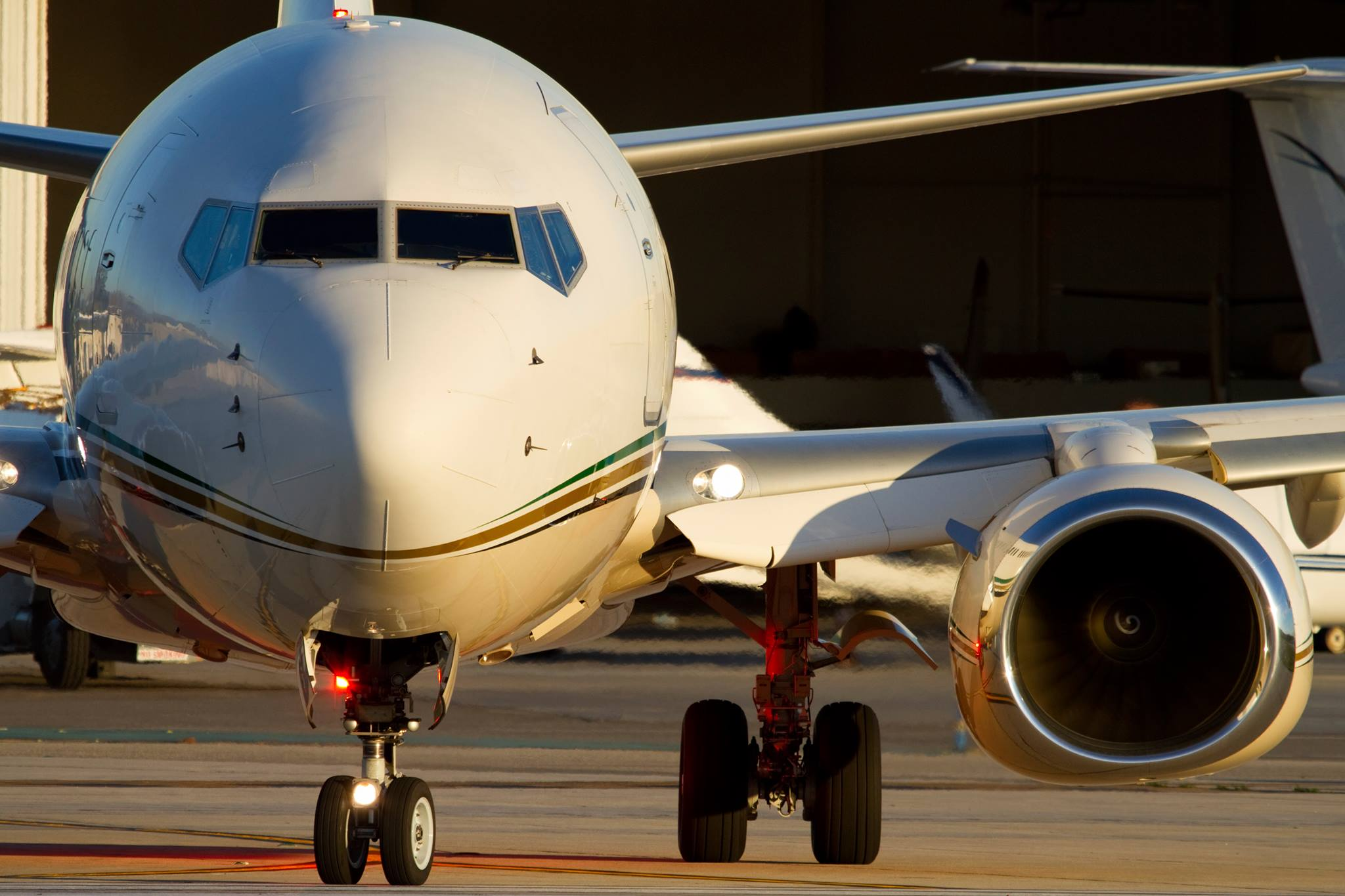
مظهر أمامي لطائرة ركاب طراز بوينغ ٧٣٧

تأجير الطائرات (Aircraft leases) هي عقود إيجار تستخدمها شركات الطيران ومشغلي الطائرات الآخرين. تقوم شركات الطيران بتأجير الطائرات من شركات الطيران الأخرى أو شركات التأجير لسببين رئيسيين: تشغيل الطائرات دون العبء المالي لشرائها، وتوفير زيادة مؤقتة في السعة. يوجد في الصناعة نوعان رئيسيان من التأجير: (wet-leasing) التأجير الشامل للخدمة، والذي يستخدم عادة للتأجير قصير الأجل، والتأجير الجاف (dry-leasing) وهو أمر طبيعي أكثر لعقود الإيجار طويلة الأجل. تستخدم الصناعة أيضًا مزيجًا من الرطب والجاف. على سبيل المثال، عندما يتم تأجير الطائرة للخدمة لإنشاء خدمات جديدة، فعندما يتم تدريب طاقم الطائرة أو طاقم الطائرة، يمكن تحويلهم إلى عقد إيجار غير شامل.

## سوق
شكلت عقود الإيجار التشغيلي لطائرة ركاب نفاثة أقل من 2٪ من الأسطول في عام 1976، ثم 15٪ في أوائل التسعينيات، و 25٪ في عام 2000 و 40٪ في عام 2017، مع مشاركة المؤجرين في 62٪ من معاملات الطائرات المستعملة في منتصف العمر منذ ذلك الحين 2000: 42٪ في أوروبا و 29٪ في أمريكا الشمالية. في عام 2015، تم تسليم ما قيمتة أكثر من 120 مليار دولار أمريكي من الطائرات التجارية في جميع أنحاء العالم وكان نصف المؤجرين العالميين متمركزين في أيرلندا.
نظرًا لوجود تفويض نمو قوي، قام الوافدون الأصغر حجماً والأكثر جرأة بدفع مبالغ زائدة للعديد من أصولهم في سوق البيع وإعادة التأجير، ثم يتم خصمهم بعد ذلك من معدلات الإيجار من أجل الفوز بالعمل، مع انخفاض احتياطيات الصيانة وشروط الإرجاع: عوامل معدل الإيجار انخفض إلى 0.6٪ شهريًا (7.2 ٪ سنويًا)، حتى وصل إلى 0.55٪ (6.6 ٪ سنويًا).
على الرغم من إفلاس شركتي طيران برلين ومونارك إيرلاينز، فقد تم وضع طائراتهما المستأجرة بسرعة في «معدلات السوق العادية» بسبب نمو حركة المرور حيث ارتفعت الإيرادات العالمية لمسافة كيلومترات الركاب بنسبة 7.7٪ على مدار عام واحد حتى سبتمبر 2017، وتكافح شركة إيرباص لتسليم طائرة إيرباص إيه 320 نيو بسبب تأخير إمداد المحرك.
في عام 2007، سمحت بكين للبنوك الصينية بالبدء في تأجير وحدات، وكان تسعة مؤجرين صينيين جزءًا من أكبر 50 مؤجرًا في عام 2017، بقيادة تأجير البنك الصناعي والتجاري الصيني (ICBC) في المراكز العشرة الأولى، حيث نمت قيمة أسطوله المدار بنسبة 15٪ منذ عام 2016. في حالات قليلة، نسي المؤجرون الصينيون أنه يتعين عليهم الحصول على عقود إيجار ثانوية وفاتوا توقيت إعادة التسليم، مما أدى إلى تقطع السبل بالطائرات لبضعة أشهر.
غالبًا ما ترتبط الإيجارات بأسعار ليبور. معدلات إيجار إيرباص إيه 320 نيو وبوينغ 737 ماكس-8 أعلى بما يتراوح بين 20 و 30 ألف دولار عن سابقاتها: بحلول عام 2018، يمكن استئجار طائرة بوينغ 737-8 مقابل ما يزيد قليلاً عن 385000 دولار شهريًا، ويمكن أن تكون مدة إيجار 12 عامًا مع ائتمان جيد أقل من 370 ألف دولار شهريًا مقابل إيه 320 نيو (0.74٪ من تكلفتها الرأسمالية البالغة 49 مليون دولار)، وتدر إيرادات تبلغ 53 مليون دولار وأكثر من 8.5 مليون دولار في نهاية تعويض الإيجار للصيانة، بينما لا تزال قيمتها 20 مليون دولار.
يمكن لشركات الطيران التي لا تستطيع تحمل تكلفة صفقة جيدة على الطائرات أو الناقلات المباشرة للمصنع الذين يفضلون الحفاظ على المرونة استئجار طائراتهم من خلال عقد إيجار تشغيلي أو عقد إيجار تمويلي.

## الإيجار الرطب
عقد الإيجار الشامل للخدمة (wet lease) هو ترتيب إيجار حيث توفر إحدى شركات الطيران (المؤجر) طائرة وطاقم كامل والصيانة والتأمين (ACMI) لشركة طيران أخرى أو أي نوع آخر من الأعمال التي تعمل كوسيط للسفر الجوي (المستأجر)، والذي يدفع بساعات تعمل. يوفر المستأجر الوقود ويغطي رسوم المطار وأي رسوم وضرائب أخرى وما إلى ذلك. تستخدم الرحلة رقم رحلة المستأجر. يستمر عقد الإيجار الشامل للخدمة بشكل عام من 1 إلى 24 شهرًا. عادةً ما يتم استخدام عقد الإيجار الشامل للخدمة خلال مواسم ذروة حركة المرور أو فحوصات الصيانة الثقيلة السنوية، أو لبدء مسارات جديدة. يمكن استخدام طائرة مستأجرة مع الخدمات لنقل الخدمات إلى البلدان التي يُمنع فيها المستأجر من العمل. يمكن استخدامه أيضًا لاستبدال السعة غير المتوفرة أو للتحايل على القيود التنظيمية أو السياسية.
يمكن اعتبارها أيضًا شكلاً من أشكال الميثاق حيث يوفر المؤجر الحد الأدنى من خدمات التشغيل، بما في ذلك (ACMI)، ويوفر المستأجر رصيد الخدمات جنبًا إلى جنب مع أرقام الرحلات. في جميع أشكال الميثاق الأخرى، يقدم المؤجر أرقام الرحلات. تشمل الاختلافات في عقد الإيجار الشامل ترتيب مشاركة الرمز، واتفاقية مقعد الكتلة، واتفاقية شراء السعة.
تستخدم عقود الإيجار الشامل أحيانًا لأسباب سياسية. على سبيل المثال، لم يُسمح لشركة مصر للطيران، وهي مؤسسة حكومية مصرية، لسنوات عديدة بالسفر إلى إسرائيل باسمها، كسياسة للحكومة المصرية. ومن ثم فإن الرحلات الجوية المصرية من القاهرة إلى تل أبيب كانت تديرها شركة طيران سيناء، التي استأجرتها شركة مصر للطيران للتحايل على القضية السياسية. في عام 2021، غيرت مصر سياستها وبدأت شركة مصر للطيران بتشغيل رحلات جوية إلى إسرائيل تحت راية خاصة بها.
من المتوقع أن ينمو سوق التأجير الشامل للخدمة العالمية من 7.35 مليار دولار أمريكي في عام 2019 إلى 10.9 مليار دولار أمريكي في عام 2029، وهو معدل نمو سنوي مركب (CAGR) يبلغ 4.1٪.

## عقد إيجار غير شامل
عقد الإيجار غير الشامل للخدمة (dry lease): هو ترتيب إيجار حيث يوفر كيان تمويل الطائرات (المؤجر)، مثل GECAS أو AerCap أو Air Lease Corporation، طائرة بدون طاقم أو طاقم أرضي، إلخ. عادةً ما يتم استخدام عقد الإيجار غير الشامل للخدمة من قبل شركات التأجير والبنوك، مما يتطلب من المستأجر وضع الطائرة على شهادة المشغل الجوي الخاصة به (AOC) وتقديم تسجيل الطائرات. يستمر عقد الإيجار غير الشامل النموذجي لمدة تزيد عن عامين ويتحمل شروطًا معينة فيما يتعلق بالاستهلاك والصيانة والتأمين وما إلى ذلك، اعتمادًا أيضًا على الموقع الجغرافي والظروف السياسية وما إلى ذلك.
يمكن أيضًا إجراء ترتيب عقد إيجار غير شامل بين شركة طيران رئيسية وشركة طيران إقليمية، حيث توفر شركة الطيران الرئيسية الطائرات ويوفر المشغل الإقليمي أطقم الرحلات والصيانة والجوانب التشغيلية الأخرى للطائرة، والتي قد يتم تشغيلها بعد ذلك بموجب اسم شركة طيران كبرى أو اسم مشابه. يوفر عقد الإيجار غير الشامل لخطوط الطيران الرئيسية نفقات تدريب الأفراد على الطيران وصيانة الطائرة، إلى جانب اعتبارات أخرى (مثل عقود النقابات المتداخلة، وموظفي المطار الإقليمي، إلخ.). تستخدم فيديكس إكسبرس ترتيبًا من هذا النوع لعمليات التغذية، حيث تتعاقد مع شركات مثل إمباير إيرلاينز وماونتين للشحن الجوي وسويفت إير وغيرها لتشغيل طائراتها «المغذية» ذات المحرك التوربيني الفردي والثنائي في الولايات المتحدة. تمتلك دي إتش إل مشروعًا مشتركًا في الولايات المتحدة مع شركة بولار للشحن الجوي، وهي شركة تابعة لشركة طيران أطلس، لتشغيل شحناتها المحلية.

## المؤجرين
في نهاية يوليو 2015، أدارت أفضل 50 طائرة مؤجرة 8184 طائرة: 511 طائرة ركاب إقليمية، و 792 طائرة إقليمية، و 5612 ضيقة البدن، و 1253 طائرة ركاب عريضة. في عام 2017، يدير المؤجرون الـ 150 8400 طائرة بقيمة 256 مليار دولار مع 2.321 طائرة متراكمة من 28 منهم، واستقر تغلغلهم عند 42.6٪. غالبًا ما يكون مؤجروا الطائرات بنوكًا أو صناديق تحوط أو مؤسسات مالية.
تمويل الطائرات صناعة بقيمة 140 مليار دولار، تهيمن عليها أيرلندا بسبب صعود وانهيار شركة غينيس الرائدة في مجال الطيران (GPA) في عام 1992، والتي يدير المديرون التنفيذيون السابقون منها أكبر المؤجرين: اينغوس كيلي هو الرئيس التنفيذي لشركة ايركاب، أكبر شركة في العالم، يترأس دومهنال سلاتري ثالث أكبر شركة، أفولون، ويدير بيتر باريت المركز الرابع، (SMBC Aviation Capital)، في حين أن ثاني أكبر شركة، جيكاس، تشكلت من هيكل (GPA).
| ترتيب | المؤجر التشغيلي                     | اسطول | تراكمي | قيمة ($mn) | 2012 ترتيب | 2015 أسطول | مروحة عنفية | نفاثة إقليمية | ضيقة البدن | عريضة البدن |
| ----- | ----------------------------------- | ----- | ------ | ---------- | ---------- | ---------- | ----------- | ------------- | ---------- | ----------- |
| 1     | إيركاب                              | 1,153 | 339    | 33,994     | 9          | 1,279      | -           | 4             | 970        | 305         |
| 2     | GECAS                               | 931   | 304    | 22,358     | 1          | 1,608      | 31          | 374           | 1,035      | 168         |
| 3     | Air Lease Corporation               | 271   | 357    | 13,120     | 9          | 251        | 18          | 27            | 162        | 44          |
| 4     | SMBC Aviation Capital (ex RBS)      | 445   | 200    | 13,796     | 6          | 393        | -           | 7             | 378        | 8           |
| 5     | BOC Aviation                        | 285   | 176    | 12,653     | 10         | 256        | -           | 16            | 204        | 36          |
| 6     | Avolon                              | 546   | 257    | 19,167     | 17         | 166        | -           | 6             | 140        | 20          |
| 7     | BBAM (incl NBB & FLY Leasing)       | 390   |        | 15,284     | 3          | 413        | -           | 2             | 357        | 54          |
| 8     | Aviation Capital Group              | 250   | 132    | 5,397      | 4          | 273        | -           | -             | 264        | 9           |
| 9     | البنك الصناعي والتجاري الصيني       | 277   | 45     | 12,488     | 16         | 173        | -           | 13            | 131        | 29          |
| 10    | AWAS                                | 231   | 15     | 5,844      | 7          | 295        | -           | -             | 242        | 53          |
| 11    | Macquarie AirFinance                | 202   | 40     | 4,726      | 13         | 176        | -           | 4             | 160        | 12          |
| 12    | CDB Aviation Lease Finance          | 151   | 49     | 5,569      | 26         | 120        | -           | 20            | 68         | 32          |
| 13    | Aircastle                           | 192   |        | 4,938      | 14         | 141        | -           | 5             | 77         | 59          |
| 14    | الافكو                              | 60    | 124    | 2,750      | 12         | 49         | -           | -             | 46         | 3           |
| 15    | بوينغ كابيتال [الإنجليزية]          | 174   |        | 1,369      | 11         |            |             |               |            |             |
| 16    | China Aircraft Leasing              | 90    | 138    | 4,278      | 63         | 47         | -           | -             | 43         | 4           |
| 17    | Orix Aviation                       | 167   |        | 3,991      | 15         | 148        | -           | 2             | 132        | 14          |
| 18    | ستاندرد تشارترد Aviation            | 120   | 10     | 4,077      | 18         |            |             |               |            |             |
| 19    | ميتسوبيشي يو اف جيه المالية القابضة | 117   |        | 4,681      | 25         | 110        | -           | -             | 97         | 13          |
| 20    | بنك الاتصالات                       | 114   |        | 4,328      | 81         | 49         | -           | -             | 38         | 11          |

يفضل المؤجرون استخدام الطائرات ذات البدن الضيق على الطائرة ذات البدن الواسع نظرًا لزيادة فرص تجديد النشاط التسويقي والوقت الكبير لإعادة التكوين والتكلفة التي تتطلبها الطائرات الأكبر حجمًا. يمكن أن تكلف إعادة تشكيل طائرة إيرباص إيه 330-300 ، 7 ملايين دولار وأكثر من ذلك لطائرة بوينغ 777-300إى آر أو إيرباص إيه 380: إدخال الترفيه خلال الرحلة - 1.5 مليون دولار (5000 دولار لكل مقعد)، واستبدال مقاعد العمل - 1.5 مليون دولار (30 ألف دولار لكل مقعد)، واستبدال المقاعد الاقتصادية - مليون دولار (5000 دولار لكل منهما)، مرحاض جديد أو مطبخ - 100000 دولار، نقل نصب تذكاري - 35000 دولار، مقسمات فئة - 50000 دولار، وحدات خدمة الركاب - 9000 دولار لكل راكب، لوحات جانبية - 6000 دولار لكل راكب، تحديث قاعدة بيانات IFE - 125000 دولار، إعادة طلاء الطائرة - 100,000 دولار، تكاليف هندسية - 100,000 دولار.

## المملكة المتحدة
في المملكة المتحدة، يشير عقد الإيجار الشامل للخدمة إلى عقد إيجار طائرة يتم فيه تشغيل الطائرة بموجب شهادة المشغل الجوي (AOC) الخاصة بالمؤجر. يُشار أحيانًا إلى الترتيب الذي يوفر فيه المؤجر الطائرة وطاقم الرحلة والصيانة ولكن المستأجر يوفر طاقم الطائرة على أنه «عقد إيجار رطب»، وهو مصطلح يستخدم بشكل خاص في المملكة المتحدة. كما يشار إليه أحيانًا على أنه «عقد إيجار رطب». في المملكة المتحدة، يكون عقد الإيجار غير الشامل للخدمة عندما يتم تشغيل طائرة بموجب AOC للمستأجر.